# 2010-те
2010-те години са второто десетилетие на XXI век, обхващащо периода от 1 януари 2010 до 31 декември 2019 година.